# Niccolò Antonio Zingarelli

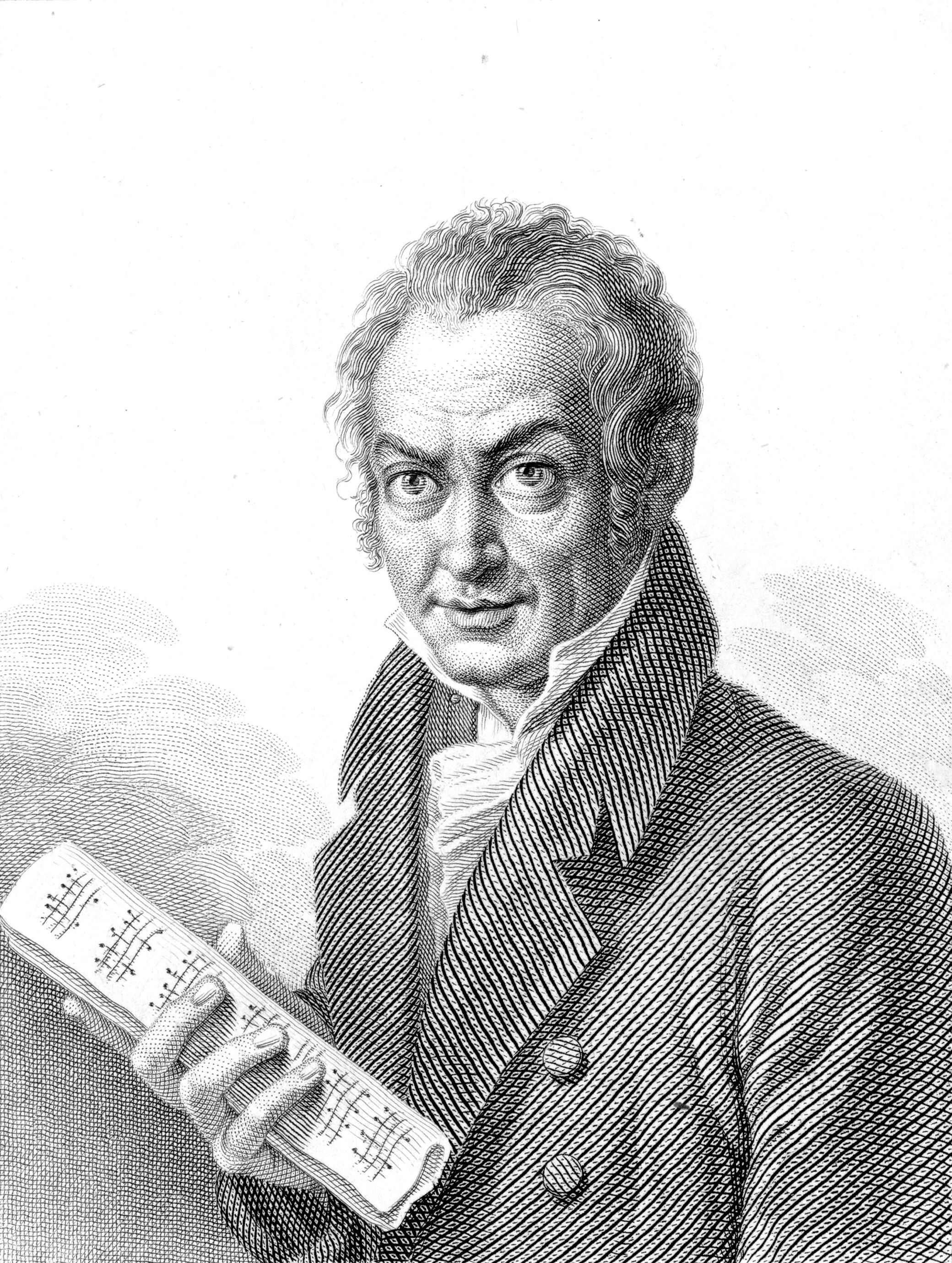
Niccolò Antonio Zingarelli

Niccolò Antonio Zingarelli, auch Nicola Antonio Zingarelli (* 4. April 1752 in Neapel; † 5. Mai 1837 in Torre del Greco, Königreich beider Sizilien) war ein italienischer Komponist und ein Vertreter der sogenannten Neapolitanischen Schule.

## Leben
Zingarelli erhielt seine Ausbildung am Konservatorium der Kirche Madonna di Loreto in Neapel unter Leitung Fedele Fenarolis sowie später des Abbate Alessandro Speranza, eines Schülers von Francesco Durante.
1779 debütierte er am Teatro San Carlo mit der Oper Montezuma, der in den nächsten Jahren eine große Zahl unter steigendem Beifall aufgeführter Opern folgten.
1792 wurde er zum Kapellmeister des Mailänder Doms ernannt, eine Stellung, die er 1804 mit der eines päpstlichen Kapellmeisters zu Rom vertauschte. Hier geriet er 1811 wegen seiner Anhänglichkeit an den Papst in Konflikt mit dem napoleonischen Regime, was ihn veranlasste, 1812 nach Neapel zurückzukehren, wo er als Direktor der königlichen Musikschule San Sebastiano und nach Giovanni Paisiellos Tod auch als Kapellmeister der Domkirche bis zu seinem Tod eine überaus fruchtbare Komponisten- und Lehrtätigkeit entfaltete. Zu seinen Schülern gehörte die königlich-sächsische Kammersängerin Friedrike Funk. 1823 wurde Zingarelli als auswärtiges Mitglied in die Académie des Beaux-Arts aufgenommen.

## Werk und Bedeutung
Zingarelli gilt als einer der letzten würdigen Sprösslinge der zu Anfang des 18. Jahrhunderts von Alessandro Scarlatti begründeten neapolitanischen Schule.
Seine Opern, darunter besonders Giulietta e Romeo, erregten bis zum Auftreten Rossinis das Entzücken von ganz Europa, und seine besonders während der letzten Lebensjahre entstandenen Kirchenkompositionen stehen an Gediegenheit unter denjenigen seiner Zeitgenossen obenan. Zu seinen hervorragendsten Schülern gehören die drei bedeutendsten italienischen Opernkomponisten der Ära zwischen Rossini und Verdi: Vincenzo Bellini, Gaetano Donizetti und Saverio Mercadante.

## Vokalwerke (Auswahl)
- Montezuma (1781)
- Alsinda (1785)
- Antigono (1786, Libretto: Pietro Metastasio)
- Ifigenia in Aulide (1787)
- La passione di Gesù Cristo (1787, Libretto: Pietro Metastasio)
- Demofoonte (1789, Libretto: Pietro Metastasio)
- Artaserse (1789, Libretto: Pietro Metastasio)
- Antigone (1790)
- La morte di Cesare (1790)
- Pirro re di Epiro (1791)
- Annibale in Torino (1792)
- L’oracolo sannita (1792)
- Il mercato di Monfregoso (1792)
- Apelle (1793, revidiert als Apelle e Campaspe (1795))
- La secchia rapita (1793, Wiederaufführung Neuburger Kammeroper, 2004)
- Quinto Fabio (1794)
- Il conte di Saldagna (1794)
- Gerusalemme Destrutta (1794)
- Gli Orazi e i Curiazi (1795)
- Giulietta e Romeo (1796)
- La morte di Mitridate (1797)
- Giuseppe in Egitto (1797)
- Ines de Castro (1798)
- Carolina e Mexicow (1798)
- Meleagro (1798)
- Il ritratto (1799)
- Il ratto delle Sabine (1799)
- Clitennestra (1800)
- Edipo a Colono (1802)
- Il bevitore fortunato (1803)
- Berenice, regina d’Armenia (1811)
- Il sacrificio d’Abramo (Oratorium, Libretto: Pietro Metastasio, um 1815)
- La danza (Kantate, Libretto: Pietro Metastasio)
- Baldovino (1811, Libretto: Jacopo Ferretti)